# Lista de ministros-chefe da Controladoria-Geral da União
Esta é uma lista de ministros-chefe da Controladoria-Geral da União (CGU) do Brasil.

## Nova República(6.ª República)
| Nº | Nome                                        | Nome do Ministério                                                       | Início do mandato       | Fim do mandato          | Presidente                |
| -- | ------------------------------------------- | ------------------------------------------------------------------------ | ----------------------- | ----------------------- | ------------------------- |
| 1  | Anadyr de Mendonça Rodrigues                | Corregedoria-Geral da União                                              | 3 de abril de 2001      | 1 de janeiro de 2003    | Fernando Henrique Cardoso |
| 2  | Waldir Pires                                | Controladoria-Geral da União                                             | 1 de janeiro de 2003    | 31 de março de 2006     | Luiz Inácio Lula da Silva |
| —  | Jorge Hage‎ (interino)                       | Controladoria-Geral da União                                             | 3 de abril de 2006      | 27 de junho de 2006     | Luiz Inácio Lula da Silva |
| 3  | Jorge Hage‎                                  | Controladoria-Geral da União                                             | 27 de junho de 2006     | 31 de dezembro de 2010  | Luiz Inácio Lula da Silva |
| 3  | Jorge Hage‎                                  | Controladoria-Geral da União                                             | 1 de janeiro de 2011    | 1 de janeiro de 2015    | Dilma Rousseff            |
| 4  | Valdir Moysés Simão                         | Controladoria-Geral da União                                             | 1 de janeiro de 2015    | 21 de dezembro de 2015  | Dilma Rousseff            |
| —  | Carlos Higino Ribeiro de Alencar (interino) | Controladoria-Geral da União                                             | 18 de dezembro de 2015  | 29 de fevereiro de 2016 | Dilma Rousseff            |
| 5  | Luiz Navarro de Britto                      | Controladoria-Geral da União                                             | 29 de fevereiro de 2016 | 11 de maio de 2016      | Dilma Rousseff            |
| 6  | Fabiano Silveira                            | Ministério da Transparência, Fiscalização e Controladoria-Geral da União | 12 de maio de 2016      | 30 de maio de 2016      | Michel Temer              |
| —  | Carlos Higino Ribeiro de Alencar (interino) | Ministério da Transparência, Fiscalização e Controladoria-Geral da União | 30 de maio de 2016      | 1 de junho de 2016      | Michel Temer              |
| 7  | Torquato Jardim                             | Ministério da Transparência, Fiscalização e Controladoria-Geral da União | 1 de junho de 2016      | 31 de maio de 2017      | Michel Temer              |
| 8  | Wagner Rosário                              | Ministério da Transparência, Fiscalização e Controladoria-Geral da União | 31 de maio de 2017      | 31 de dezembro de 2018  | Michel Temer              |
| 8  | Wagner Rosário                              | Controladoria-Geral da União                                             | 1 de janeiro de 2019    | 31 de dezembro de 2022  | Jair Bolsonaro            |
| 9  | Vinícius Marques de Carvalho                | Controladoria-Geral da União                                             | 1 de janeiro de 2023    | –                       | Luiz Inácio Lula da Silva |